# Josep Companys i Jover
Josep Companys i Jover (El Tarròs, 25 de gener de 1881 - 16 d'octubre de 1956) fou un propietari agrari i polític català, germà del president Lluís Companys i Jover. Com ell, milità a Esquerra Republicana de Catalunya i fou elegit diputat a les eleccions al Parlament de Catalunya de 1932 per la província de Lleida. Entre d'altres, va participar en la Comissió parlamentària sobre la Llei de Contractes de Conreu presidida per Pere Cerezo i Hernáez.
Durant la guerra civil espanyola va protegir capellans perseguits. Després del conflicte es va exiliar a França, d'on va retornar el 1947. Va ser condemnat per les autoritats franquistes a la pèrdua de tots els béns i a la inhabilitació absoluta per a ocupar càrrecs polítics i sindicals; l'octubre de 1939 fou processat sota l'acusació de marxisme i separatisme, però l'expedient fou arxivat el 1951. El gener de 1948 li foren retornades les propietats.